# فيتو فولتيرا
فيتو فولتيرا، عضو في الجمعية الملكية وزمالة الجمعية الملكية لإدنبرة (3 مايو 1860 - 11 أكتوبر 1940) هو عالم رياضيات وفيزيائي إيطالي، اشتهر بمساهماته في علم الأحياء الرياضي والمعادلات التكاملية، وهو أحد مؤسسي التحليل الدالي.

## سيرته الذاتية
ولد في أنكونة، التي كانت آنذاك جزءًا من الولايات البابوية، لعائلة يهودية شديدة الفقر لوالديه أبرامو فولتيرا وأنجليكا الماجيا. توفي أبرامو فولتيرا في عام 1862 عندما كان فيتو يبلغ من العمر عامين. انتقلت العائلة إلى تورينو، ثم إلى فلورنسا، حيث درس في مدرسة دانتي أليغييري التقنية ومعهد غاليليو غاليلي التقني.
أظهر فولتيرا اهتمامًا مبكرًا في الرياضيات قبل أن يلتحق بجامعة بيزا، حيث تأثر بإنريكو بيتي، وحيث أصبح أستاذًا للميكانيكا النسبية في عام 1883. بدأ على الفور العمل على تطوير نظريته المتعلقة بالدالة ما أدى إلى اهتمامه ومساهماته لاحقًا في المعادلات التكاملية والتفاضلية. لخص عمله في كتابه نظرية الوظائف والمعادلات التكاملية والتفاضلية (1930).
في عام 1892، أصبح أستاذًا للميكانيكا في جامعة تورينو، ثم في عام 1900، أستاذًا للفيزياء الرياضية في جامعة روما لا سابينزا. نشأ فولتيرا خلال المراحل الأخيرة من توحيد إيطاليا عندما ضمت إيطاليا الولايات البابوية أخيرًا، وكما هو الحال مع معلمه بيتي، كان وطنيًا متحمسًا، عينه الملك فيكتور إيمانويل الثالث عضوًا في مجلس الشيوخ عن مملكة إيطاليا في عام 1905. في نفس العام، بدأ في تطوير نظرية انحراف البلورات التي أصبحت لاحقًا مهمة في فهم سلوك المواد اللينة. عند اندلاع الحرب العالمية الأولى، حيث كان في الخمسينيات من عمره، انضم إلى الجيش الإيطالي وعمل على تطوير المناطيد بقيادة خوليو دوهيت. ابتكر فكرة استخدام الهيليوم الخامل بدلًا من الهيدروجين القابل للاشتعال واستفاد من إمكاناته القيادية في تنظيم تصنيعه.
بعد الحرب العالمية الأولى، وجه فولتيرا انتباهه إلى تطبيق أفكاره الرياضية على علم الأحياء، فكرر بشكل أساسي عمل بيير فرانسوا فيرهولست وطوره. نتيجة هذه الفترة هي معادلات لوتكا فولتيرا.
فولتيرا هو الشخص الوحيد الذي تحدث في المؤتمر الدولي لعلماء الرياضيات أربع مرات (1900، 1908، 1920، 1928).
كان فولتيرا عضوًا دوليًا في الأكاديمية الوطنية الأمريكية للعلوم والجمعية الفلسفية الأمريكية.
في عام 1922، انضم فولتيرا إلى معارضة نظام بينيتو موسوليني الفاشي، وفي عام 1931 كان واحدًا من 12 من أصل 1250 أستاذًا رفضوا أداء قسم الولاء الإلزامي. يمكن رؤية فلسفته السياسية من بطاقة بريدية أرسلها في ثلاثينيات القرن العشرين، والتي كتب عليها ما يمكن اعتباره ضريحًا لإيطاليا موسوليني: تموت الإمبراطوريات، ولكن نظريات إقليدس تحافظ على شبابها إلى الأبد. مع ذلك، لم يكن فولتيرا مثيرًا للجدل؛ إذ خشي أن تصل المعارضة اليسارية بقيادة موسوليني إلى السلطة، لأنه كان ملكيًا وقوميًا مدى الحياة. نتيجة رفضه التوقيع على قسم الولاء للحكومة الفاشية، أُرغم على الاستقالة من منصبه الجامعي وعضويته في الأكاديميات العلمية، وخلال السنوات التالية، عاش معظم حياته في الخارج، وعاد إلى روما قبل وفاته مباشرة.
في عام 1936، عُيّن عضوًا في الأكاديمية البابوية للعلوم، بمبادرة من المؤسس أغوستينو جيميلي.
توفي في روما في 11 أكتوبر 1940، ودُفن في مقبرة أريتشيا. نظمت الأكاديمية جنازته.

## عائلته
في عام 1900، تزوج فولتيرا بقريبته فرجينيا الماجيا، وأنجبا إدواردو فولتيرا (1904-1984) الذي أصبح مؤرخًا مشهورًا للقانون الروماني.
أنجب فولتيرا كذلك ابنة، لويزا فولتيرا، التي تزوجت بأمبرتو دانكونا. أثار دانكونا اهتمام والد زوجته بالأمراض الحيوية عندما عرض لفولتيرا مجموعة من البيانات المتعلقة بتجمعات أنواع مختلفة من الأسماك في البحر الأدرياتيكي، حيث أدى انخفاض نشاط الصيد من الحرب إلى زيادة أعداد الأسماك المفترسة. نشر فولتيرا تحليلًا حول ديناميكيات تفاعل أنواع الأسماك في العام التالي.

## كتابات مختارة لفولتيرا
نشر فولتيرا العديد من الكتابات، منها:
- 1912، نظرية الدوال القابلة للتبديل. مطبعة جامعة برينستون.
- 1913، الدروس المستفادة من الدوال المباشرة. باريس.
- 1912، حول بعض التطورات الحديثة في الفيزياء الرياضية. جامعة كلارك.
- 1913، دروس حول المعادلات التكاملية والتفاضلية. باريس.
- 1926، التقلبات في وفرة الأنواع الرياضية. باريس.[29]
- 1930، نظرية الوظائف والمعادلات التكاملية والتفاضلية، بالاشتراك مع بلاكي وابنه. باريس.[30]
- 1936، نظرية الدوال العامة، بالاشتراك مع جوزيف بيريس. باريس.[31]
- 1938، العمليات الخطية متناهية الصغر، بالاشتراك مع بوهوسلاف هوستينسكي. باريس.
- 1960، حول تشوهات الأجسام المرنة، بالاشتراك مع إنريكو فولتيرا. باريس.